# Cristian Montero
 Cristian Montero Fallas  (sinh ngày 24 tháng 6 năm 1982 ở Alajuela) là một cầu thủ bóng đá người Costa Rica hiện tại thi đấu cho Herediano tại Primera División.

## Sự nghiệp câu lạc bộ
Montero khởi đầu sự nghiệp tại Alajuelense năm 2001 trước khi chuyển đến Herediano năm 2009.

## Sự nghiệp quốc tế
Montero cũng tham gia Giải vô địch bóng đá trẻ thế giới 2001 ở Argentina.
Anh có màn ra mắt cho Costa Rica vào tháng 2 năm 2005 Vòng loại giải vô địch bóng đá thế giới match trước México và có tổng cộng 6 lần ra sân, không ghi được bàn nào. Anh đại diện quốc gia trong 6 trận đấu tại Vòng loại giải vô địch bóng đá thế giới.
Trận đấu quốc tế cuối cùng của anh là vào tháng 10 năm 2009 trong trận đấu vòng loại Giải vô địch bóng đá thế giới trước Hoa Kỳ.